# Sigmund Spitzer
Sigmund Spitzer (21. dubna 1813 Mikulov – 23. prosince 1894 Vídeň) byl česko-rakouský lékař židovského původu, anatom, chirurg, epidemiolog, patolog a vysokoškolský pedagog. Téměř jedenáct let života strávil v Cařihradě, hlavním městě Osmanské říše, kde posléze vedl tzv. Říšskou lékařskou školu, a dopomohl zde s aplikací prvků moderní evropské medicíny.

## Životopis

### Mládí
Narodil se v Mikulově na Moravě, městě s výraznou židovskou komunitou. Školy navštěvoval v rodném městě, dále pak ve Vídni. Na zdejší univerzitě studoval medicínu, v roce 1837 získal doktorát.

### V Cařihradě
Poté na popud tehdejšího rakouského chargé d'affaires Mavrozeniho přijal povolání profesora lékařské fakulty v Konstantinopoli (Mekteb-i Tıbbiye), kam v roce 1839 odcestoval a stal se zde profesorem anatomie. Spolu s ním sem odjeli i další rakouští lékaři, mj. Karl Ambros Bernard a Jakob Neuner, jakožto výsledek iniciativy osmanského sultána Mahmuda II., aby modernizovali lékařskou školu ve čtvrti Galatasaray dle vzoru vídeňské Josefské akademie. Spitzer se zde mj. zasloužil o boření konzervativních předsudků proti pitvám a položil tak základ pro zřízení anatomického muzea, které bylo částečně jeho vlastní prací, částečně prostřednictvím četných příspěvků od Dr. Josepha Hyrtla.
Na škole působil jako asistent Dr. Bernarda, který školu řídil. Po Bernardově náhlé smrti roku 1844 převzal Spitzer v roce 1845 místo hlavního učitele a roku 1847 pak místo ředitele Mekteb-i Tıbbiye. Roku 1845 byl rovněž jmenován soukromým lékařem sultána Abdülmecida I., poté, co ho dokázal vyléčit z život ohrožující nemoci. V této funkci se pak těšil sultánově značné důvěře.

### Diplomatem
Roku 1850 však musel urychleně opustit své úřady a odjet z Cařihradu z obav o vlastní život poté, co oznámil zjištěné přípravy k atentátu na sultána. Abdülmecit, který jej však přesto chtěl udržet v osmanských vládní služby a jmenoval jej tedy do podsekretariátu osmanského velvyslanectví ve Vídni. V této funkci se až do roku 1856 aktivně účastnil všech jednání vedených ve Vídni před i po Krymské válce, které se Osmanská říše účastnila.
V roce 1857, když sultán Abdülmecit znovu onemocněl, přijel Spitzer znovu do Cařihradu a postaral se o jeho léčbu. Když provedl nezbytná ošetření a vyléčil sultána, Abdülmecit jej požádal, aby v Cařihradě zůstal, a poté, co doktor Spitzer odmítl, jmenoval jej osmanským chargé d'affaires v Neapoli (tato funkce byla spíše uměle vytvořena, aby Spitzer zůstal součástí osmanského aparátu). Osmanský ministr zahraničních věcí Safvet Paša jej pak 13. září 1860 informoval, že na základě opatření přijatých v časech ekonomických potíží země bude jeho neapolská kancelář dočasně uzavřena a Spitzer se vrátil do Vídně. Následně mu byla vyměřena penze 3 000 kuruců. Po smrti sultána Abdülmecita v roce 1861 potom definitivně opustil osmanské státní služby.

### Pozdní léta
V dalších letech se pak stáhl do ústraní a střídavě žil ve Francii a Itálii. Poslední roky svého života strávil v Paříži a Londýně. Jeho publikační činnost byla velmi skromná.

### Úmrtí
Sigmund Spitzer zemřel 23. prosince 1894 ve Vídni ve věku 81 let.